# Tasneem Roc
Tasneem Roc (n. 11 de diciembre de 1978, Sídney, Australia) es una actriz australiana, más conocida por haber interpretado a Thania Saya en la serie Heartbreak High.

## Biografía
Tasneem es hija de la autora Margaret Roc y de John Roc un profesor, tiene un hermano menor llamado James Roc.

## Carrera
En 1998 se unió al elenco de la sexta temporada de la serie Heartbreak High donde interpretó a Thania Saya hasta 1999.
En 2001 apareció como invitada en la serie Head Start donde interpretó a Skye Quinn, la hija de Garrett Quinn (Blair Venn). Ese mismo año también apareció como invitada en la serie Dream Team donde interpretó a la tenista norteamericana profesional Shannon Eden-Childs. En 2007 se unió al elenco recurrente de la serie East West 101 donde interpretó a la administradora Amina Malik, la esposa del detective Zane Malik (Don Hany), hasta el fina de la serie en 2011. En 2009 apareció en varios episodios de la exitosa y popular serie australiana Home and Away, donde interpretó a Suzy Sudiro, la esposa de Hugo Austin (Bernard Curry).
En 2010 apareció como invitada en las series Sea Patrol y en Spirited, donde interpretó a la maestra de primaria Viola Take. En 2011 apareció como invitada en la serie Crownies donde interpretó a Tina Chang. En 2013 se unió al elenco de la serie australiana Reef Doctors, donde interpretó a la enfermera Olivia "Livvy" Shaw, hasta el final de la serie ese mismo año luego de que esta fuera cancelada al terminar su primera temporada.

## Filmografía

### Series de televisión
| Año         | Serie                 | Personaje           | Notas                       |
| ----------- | --------------------- | ------------------- | --------------------------- |
| 2018        | Harrow                | Jill McCloud        | 2 episodios                 |
| 2017        | Unsynced              | Tonya Cummins       | 3 episodios                 |
| 2017        | Cleverman             | Sarah Gottlieb      | episodio "Skin"             |
| 2017        | Here Come the Habibs! | Mujer de la UN      | episodio "Lockdown"         |
| 2016        | Mako Mermaids         | Nerissa             | 2 episodios                 |
| 2015        | Winter                | Emma Tan            | episodio "Gone Girl"        |
| 2013        | Reef Doctors          | Olivia Shaw         | 13 episodios                |
| 2011        | Crownies              | Tina Chang          | 2 episodios                 |
| 2007 - 2011 | East West 101         | Amina Malik         | 20 episodios                |
| 2010        | Spirited              | Miss Viola Take     | 4 episodios                 |
| 2010        | Sea Patrol            | Neysa               | episodio "Crocodile Tears"  |
| 2009 - 2010 | Home and Away         | Suzy Sudiro         | 7 episodios                 |
| 2009        | Packed to the Rafters | Reportera           | episodio "Losing the Touch" |
| 2008        | Out of the Blue       | Suze                | episodio # 1.94             |
| 2002 - 2003 | Dream Team            | Shannon Eden-Childs | -                           |
| 2001        | Head Start            | Skye Quinn          | 5 episodios                 |
| 1998 - 1999 | Heartbreak High       | Thania Saya         | 37 episodios                |

### Películas
| Año  | Título                    | Personaje         | Notas |
| ---- | ------------------------- | ----------------- | --- |
| 2024 | La madre de la novia      | Camala            | |
| 2014 | The Little Death          | Yael              | junto a Bojana Novakovic, Josh Lawson, Damon Herriman, Lachy Hulme, Lisa McCune, Patrick Brammall & Zoe Carides |
| 2012 | Kath & Kimderella         | Stephanie Murdoch | junto a Jane Turner, Gina Riley, Magda Szubanski, Richard E. Grant, Barry Humphries & Jessica De Gouw           |
| 2012 | Not Suitable for Children | Miranda           | junto a Ryan Kwanten, Bojana Novakovic, Clare Bowen, Ryan Corr & Susan Prior                                    |
| 2011 | Burning Man               | Enfermera         | junto a Bojana Novakovic, Essie Davis, Rachel Griffiths, Kerry Fox, Anthony Hayes & Gia Carides                 |
| 2009 | The 7th Hunt              | The Hand          | junto a Imogen Bailey, Jason Stojanovski & Kain O'Keefe                                                         |
| 2006 | Duck Man                  | -                 | corto - junto a Bill Dewar, Brian Hennigan, Charles Maclean, Euan Maclean & Ralph Oswick                        |